# Sen o przyszłości (album)
Sen o przyszłości – debiutancki album solowy polskiej piosenkarki Sylwii Grzeszczak, wydany 11 października 2011 roku przez wytwórnię płytową EMI Music Poland. Album zawiera 11 utworów. Płytę promowały piosenki „Małe rzeczy”, „Sen o przyszłości” i „Karuzela”.
Nagrania dotarły do 1. miejsca listy OLiS. Płyta w niecałe dwa tygodnie od premiery uzyskała status platynowej. W 2012 roku album osiągnął status dwukrotnie platynowej płyty, a 6 kwietnia 2016 – potrójnej platyny.

## Single
– Jestem bardziej balladowa, ale na płycie będą też żywe kawałki. Mam już swój typ na trzeciego singla. Płyta nie będzie cała smutna, bo ja taka nie jestem.

„Małe rzeczy” – pierwszy singel z albumu, wydany 17 czerwca 2011. Piosenka szybko stała się hitem i zajęła pierwsza miejsca na listach radiowych w całym kraju oraz w notowaniu AirPlay – Top i AirPlay – TV. W czerwcu do piosenki nakręcono również teledysk, który był oglądany ponad 10 milionów razy. 
„Sen o przyszłości” – tytułowy utwór oraz drugi singel z płyty. Piosenka namawia do walki o swoje uczucia, związki; do tego, by nie zaniedbywać relacji międzyludzkich i walczyć o to, co mamy – po to, żeby w przyszłości nie obudzić się, kiedy będzie już za późno na ratowanie tego, co mieliśmy. 13 września 2011 roku piosenka zadebiutowała na POPLiście na miejscu 20. i już po 3 dniach dotarła na szczyt zestawienia. Utwór dotarł również do pierwszego miejsca AirPlay – Top.
„Karuzela” – trzeci singel z płyty. Wydany 4 stycznia 2012. Do piosenki powstał także klip. Utwór stał się przebojem i również dotarł do pierwszego miejsca POPlisty RMF.

## Lista utworów
Opracowano na podstawie materiału źródłowego.
| Nr  | Tytuł utworu                   | Słowa                                | Muzyka            | Długość |
| --- | ------------------------------ | ------------------------------------ | ----------------- | ------- |
| 1.  | „Sen o przyszłości”            | Sylwia Grzeszczak, Marcin Piotrowski | Sylwia Grzeszczak | 3:19    |
| 2.  | „Leć”                          | Sylwia Grzeszczak, Marcin Piotrowski | Sylwia Grzeszczak | 3:07    |
| 3.  | „Karuzela”                     | Marcin Piotrowski                    | Bartosz Zielony   | 3:17    |
| 4.  | „Bajka”                        | Kuba Mańkowski, Marcin Piotrowski    | Sylwia Grzeszczak | 3:47    |
| 5.  | „Tęcza”                        | Sylwia Grzeszczak                    | Sylwia Grzeszczak | 3:46    |
| 6.  | „Nie dam się”                  | Sylwia Grzeszczak                    | Sylwia Grzeszczak | 3:10    |
| 7.  | „Imię trawy”                   | Jacek Cygan                          | Sylwia Grzeszczak | 3:19    |
| 8.  | „Małe rzeczy”                  | Marcin Piotrowski                    | Sylwia Grzeszczak | 3:17    |
| 9.  | „Najprzytulniej”               | Sylwia Grzeszczak, Marcin Piotrowski | Sylwia Grzeszczak | 3:25    |
| 10. | „Gorszy dzień”                 | Kuba Mańkowski                       | Bartosz Zielony   | 4:31    |
| 11. | „Я за тобой” (utwór dodatkowy) | Bjanka                               | Bjanka            | 3:26    |
|     |                                |                                      |                   | 38:24   |

## Twórcy
Opracowano na podstawie materiału źródłowego.

- Sylwia Grzeszczak – wokal prowadzący, wokal wspierający, aranżacje, fortepian, produkcja muzyczna
- Bartosz „Tabb” Zielony – aranżacje, miksowanie, produkcja muzyczna
- Victor Rakonczai – aranżacje, mastering, miksowanie, produkcja muzyczna
- Kuba Mańkowski – gitara, gitara basowa, produkcja muzyczna, inżynieria dźwięku
- Gergő Rácz – gitara
- Karolina Waścińska – altówka
- Anna Machowska – skrzypce
- Mariusz Mrotek – dizajn
- Paweł Pyrz – zdjęcia
- Katarzyna Chrzanowska – management
- Łukasz Bartoszak – management